# 多佛港

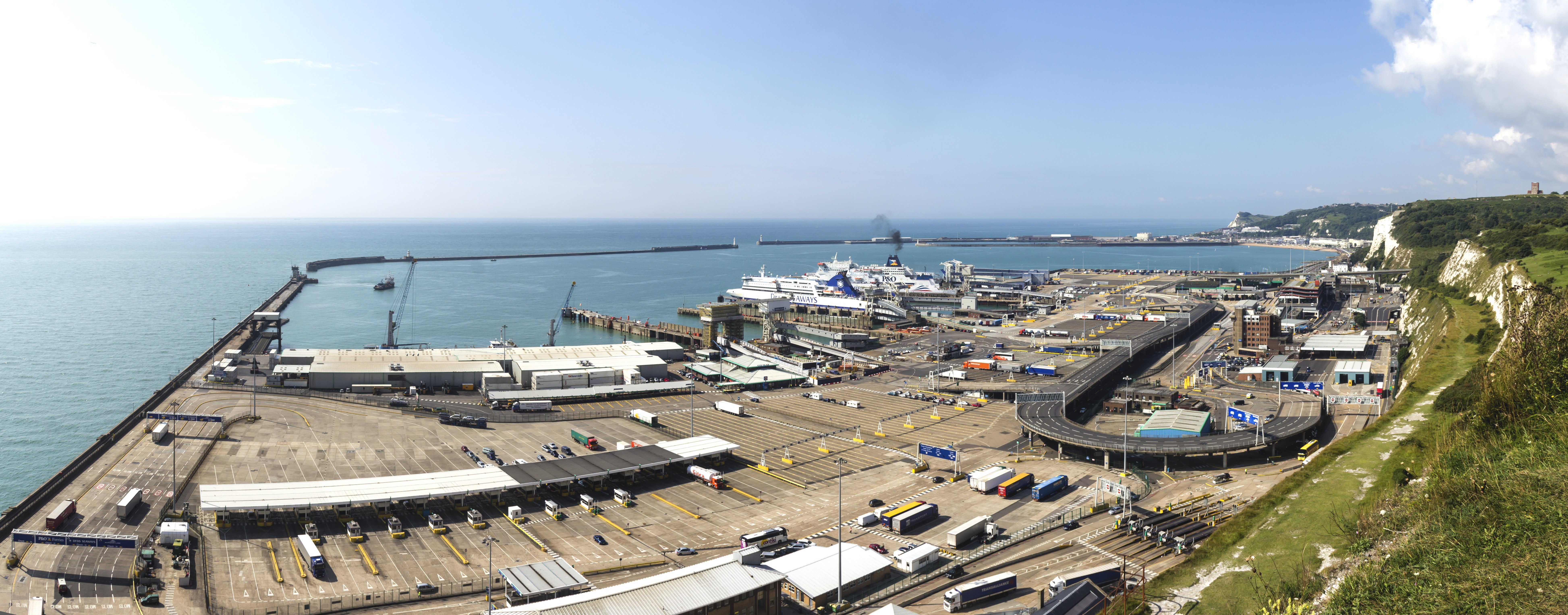
多佛港，前方是東側港區，遠處則是西側港區

多佛港，是一座位於英國東南部肯特郡多佛的跨海峽渡輪、郵輪、海運運輸港。它是離法國最近的英國港口，距對岸的加萊僅34公里遠，是世界上最繁忙的客運港口之一，2017年有1170萬乘客、260萬輛卡車、220萬輛汽車和摩托車以及 80000輛長途巴士通過它， 年營業額約為5850萬英镑。與附近的英法海底隧道形成鮮明對比，英法隧道是大不列顛島和歐洲道路之間唯一的固定通道，現在每年運輸約2000萬名乘客和160萬輛卡車。
多佛港的港口泊區建造於石造碼頭和防禦型水泥防波堤的後方。港口主要分為東西兩側：東港區是負責跨海峽渡輪的對渡碼頭，西港區則是包含郵輪碼頭和遊艇碼頭以及貨運設施。因歷史悠久，多佛港區擁有多座受登錄建築的古蹟。
1606年由詹姆斯一世依據皇家憲章成立多佛港委員會，負責港區整體管理、維護，目前由英國交通部任命委員會多數成員。該港口設有專責警隊，完全由該港出資。

## 沿革
考古顯示，多佛成為港口和貿易門戶的歷史至少可以追溯到石器和青銅器時代，目前所發現最早的航海船隻即是在多佛地區發現。羅馬帝國占領不列顛時期，該港口被稱作杜布里斯 。因靠近歐陸，且位兩個白堊岩懸崖（多佛白色懸崖）之間、杜爾河河口的位置，多佛一直享有重要的戰略地位。港口的發展也造成多佛成為聚落快速成長，數個世紀以來，建造了包括多佛城堡、多佛西高地要塞等眾多防禦工事。在羅馬時代，杜爾河西岸建立了一座有城牆的城镇，逐漸發展成為重要的軍事、商業和跨海峽港口，也是後來被稱為惠特靈街的羅馬道路主要起點之一。

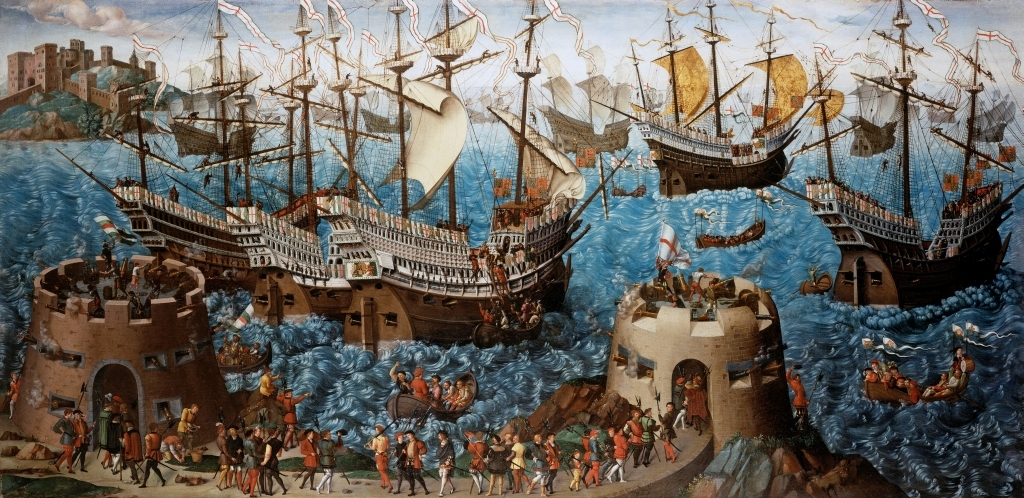
亨利八世於1520年從多佛港登船前往法國。皇家收藏，漢普頓宮。

多佛在1066年諾曼人入侵後進一步成為五港同盟的成員。 1170年大主教托馬斯·貝克特在坎特伯雷大教堂殉難後，多佛因作为外國朝聖者的唯一指定入境口岸和第三次十字軍東征的啟程處而蓬勃发展。在爱德華三世於1340 年的斯勒伊斯海戰中取得成功後，該鎮周圍建造了一道大型防禦牆。在中世紀晚期幾乎没有人管理，導致瓦礫沉積物堵塞出入口。1422年，亨利五世在法國作戰時病死，其屍體從多佛上岸，運至西敏寺安葬。1520年，為了恭送亨利八世前往法國參加皇家峰會，興建了一座碼頭和兩座防禦塔，該峰會被後世稱為金帛盛會。
1580年代，在托馬斯·迪格斯的指導和沃爾特·雷利爵士的支持下，開始使用水閘和開發名為「Great Pent」的封閉水池來解决泥沙淤積，利用這種方式，港口可以被定期清洗。   Great Pent是藉由杜爾河口現有的天然鵝卵石潟湖建造牆面而形成。這項工作主要由羅姆尼沼澤的工人使用建造海堤的方式修築，並被形容是“「伊麗莎白一世在位時最成功的工程之一」。 1830 年代初期由詹姆斯·沃克(James Walker) 設計建造的惠靈頓碼頭即是原先Great Pent的區塊。
19世紀初拿破崙戰爭後，海軍部選擇多佛作為艦隊在查塔姆和朴茨茅斯造船廠之間的避難港。1847年，開始建造海軍碼頭，以及擬定避風港的西側防波提，1871年第一階段的完工有效地遏止了港口的淤塞，因为它阻斷從福克斯通飄來的鵝卵石。海軍碼頭的地基是使用波特蘭石所建造，上方則是花崗岩。 1874年在海軍碼頭末端的堡壘架設兩門膛線砲，1882年於西防波堤裝設兩門80噸火砲，完善港口的防禦機能，1897年更進一步建設港口的東側、南防波堤和延伸海軍碼頭。

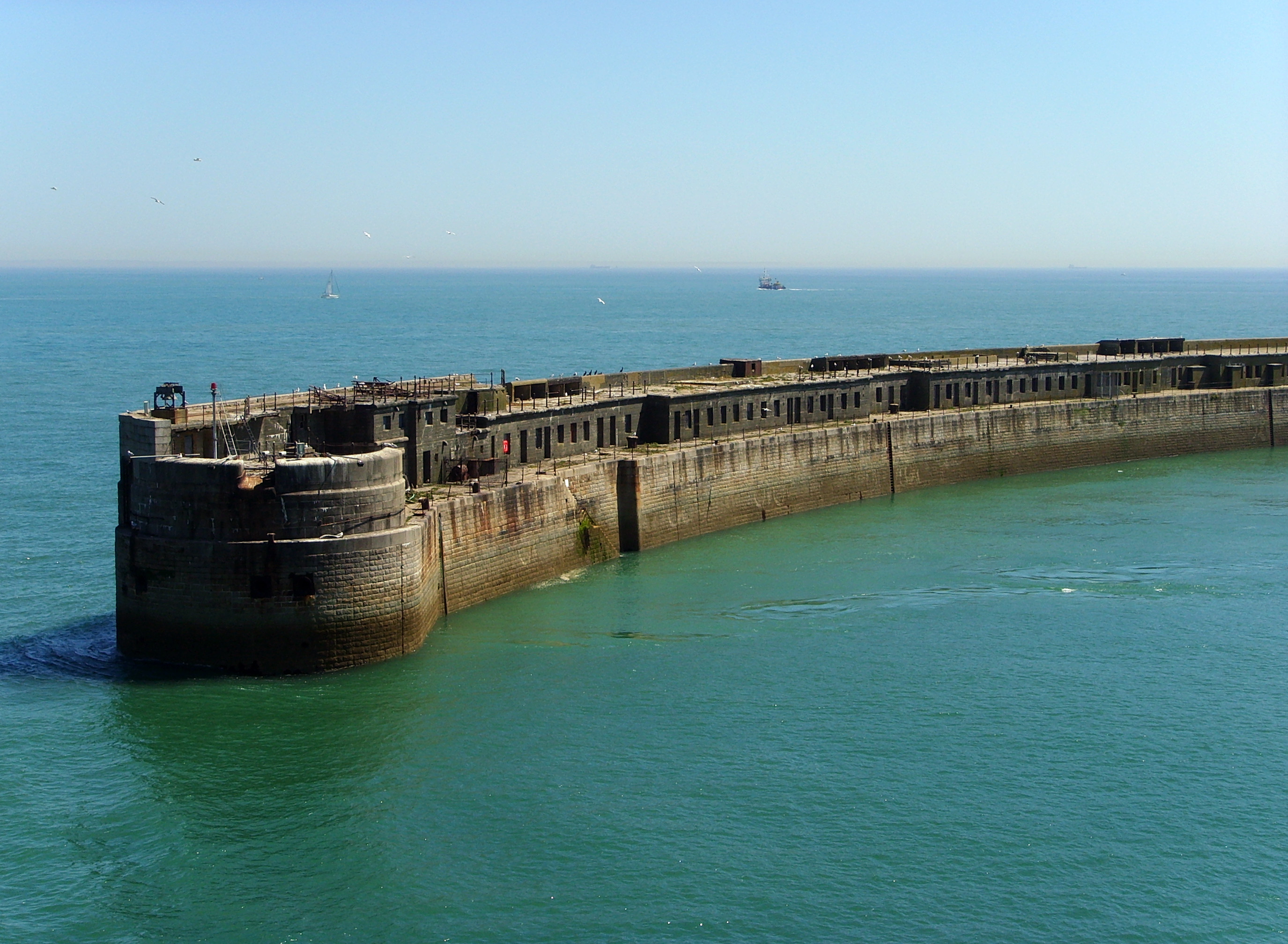
南側防禦型防波堤

### 港區

#### 東側港區
多佛的東港區於第一次世界大戰提供英國海軍部進行拆船。1920年斯坦利拆船打撈有限公司接管拆船業務，其中大多是一戰被擊毀的海軍艦艇。該公司還處理機械和一般廢料，包括1927年拆除多佛的長廊碼頭。二戰後，船廠業務逐漸收縮，1964年為港口重建和興建汽車渡輪碼頭而關閉。 
1930年至1950年，一條架空索道從北方7.5英里的蒂爾曼斯通煤礦場輸送煤炭，它橫掛在東港臂正上方的懸崖中間，可從渡輪碼頭瞧見。煤炭存放在東側碼頭臂外端的煤倉中。索道有600個1噸重的吊桶，每21秒運輸一次，以每小時4.5英里的速度運行，該系统每小时可以輸送120噸煤。  
東港區的前兩個滾裝船渡輪泊位在1953年6月30日開放，第一艘渡輪Sealink Dinard於1953年7月3日開航。今天，多佛有7個滚装船可用的現役碼頭，還有一個已拆除的和一個尚未使用的高速滾裝船碼頭。 多佛和加萊的碼頭都建造有連接到道路的可擴展坡道，而不是將它們安裝在汽車渡輪上。
1966年，超過60萬隨行車輛經由多佛的東港區前往法國和比利時。 

#### 西側港區

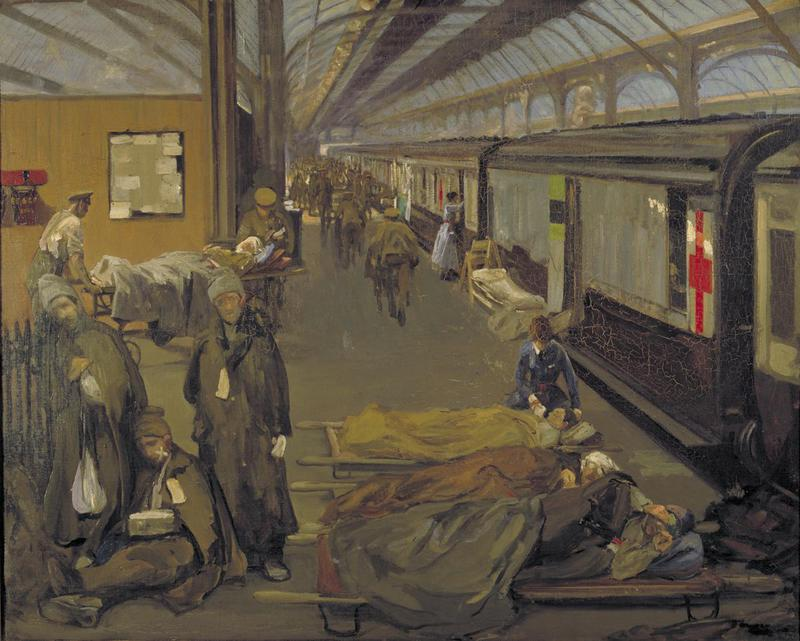
多佛的傷兵，1918 年，约翰·拉弗里(John Lavery)。帝國戰爭博物館藏品

1844年鐵路系統延伸到多佛，西側港區被用作金箭號等火車的終點站，即多佛火車站（後来更名為多佛西碼頭站）。估計有500萬名士兵由此搭船前往第一次世界大戰的戰場，近150萬名傷兵由此返回。1920年，無名戰士的遺體抵達多佛港，從多佛站運往倫敦的西敏寺舉行紀念儀式。多佛西碼頭站於1994年關閉，之後被重新開發為一號郵輪碼頭。
從1968年到2000年代初，西側港區泊區有Hoverspeed營運的氣墊船以及雙體船服務，直到2005年Hoverspeed宣布破產。另一項雙體船服务在 2004年至2008年11月間由SpeedFerries營運，每天最多有五班前往濱海布洛涅 。現今氣墊船碼頭已被拆除，重新規劃成貨裝卸設施。

## 基礎設施
港口主要分成兩個部分，東港區和西港區，兩側相距約1公里。

### 東港區

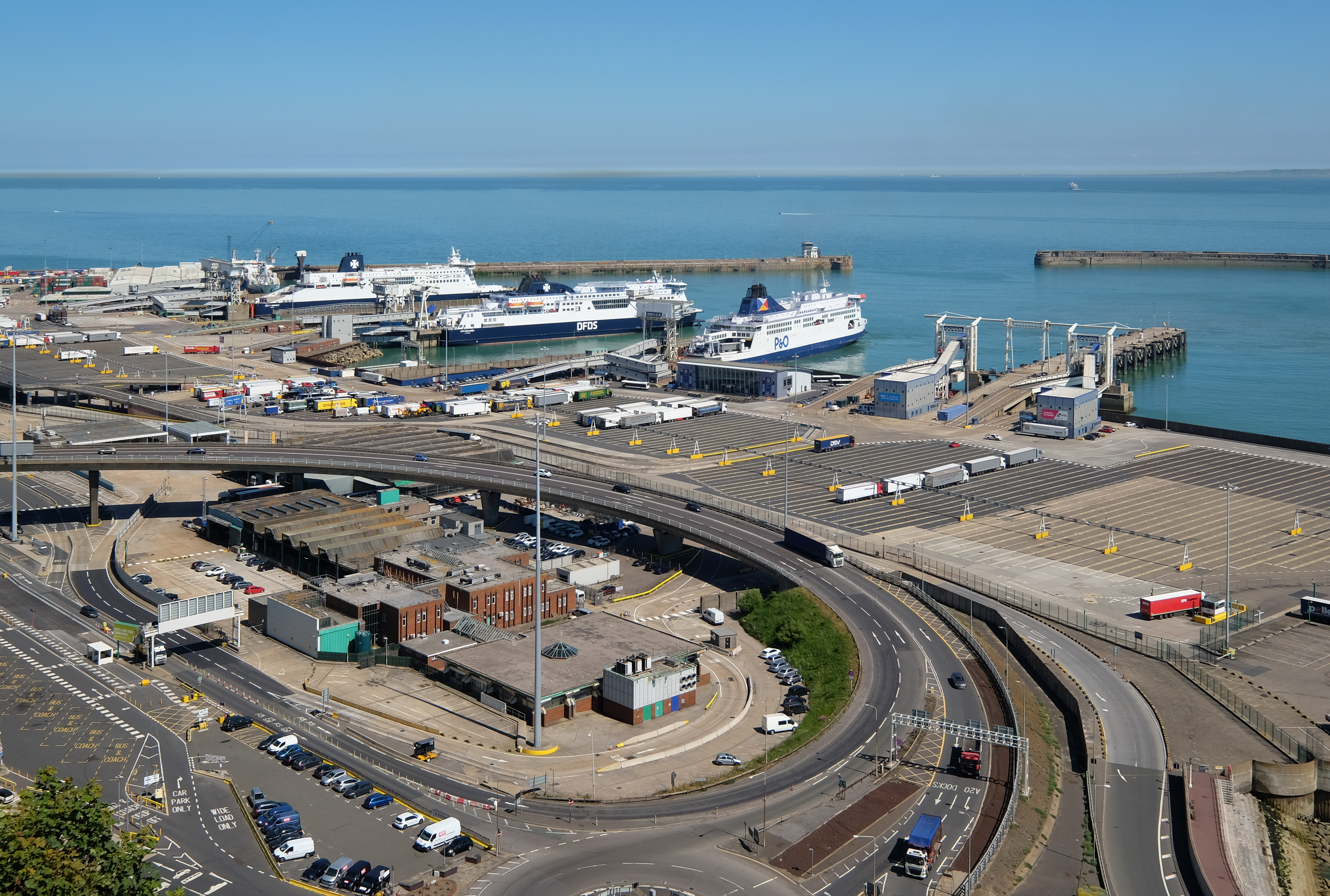
2018年的渡輪碼頭

主要負責海峽兩岸渡輪的對渡。有兩棟客運樓，七個雙層輪船的泊位。

#### 渡輪服務
| 渡輪公司   | 目的地        | 備註                    |
| ---------- | ------------- | ----------------------- |
| P&O        | 加萊          |                         |
| DFDS       | 敦克爾克,加萊 | [ 26 ]                  |
| 愛爾蘭渡輪 | 加萊          | 於2021年6月29日開始營運 |

東側碼頭也曾經由現已倒閉的MyFerryLink、 LD Lines和Sea France提供服務。
一個相鄰的貨運碼頭（附有三台裝載起重機）配合港口重建計畫重新利用，目前有180公尺可供裝卸。

### 西碼頭

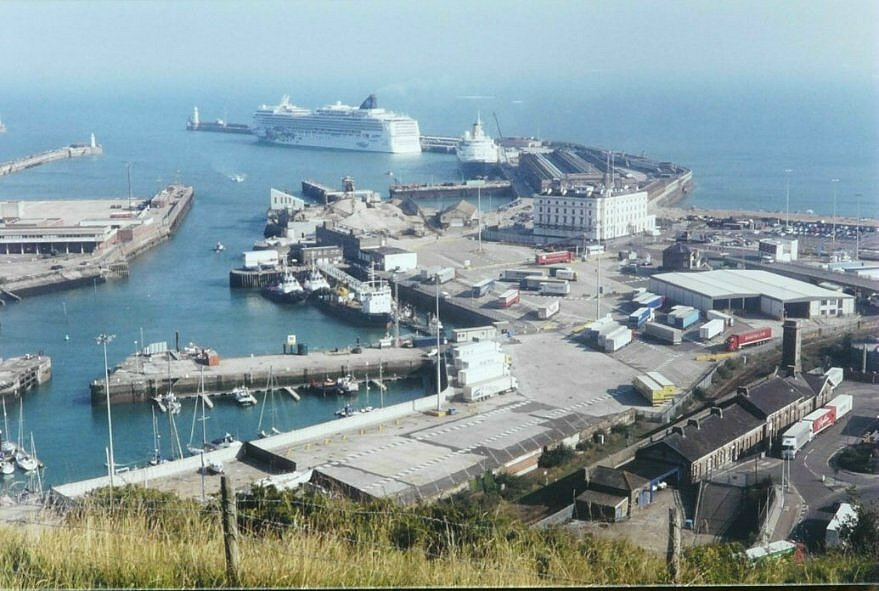

由海港的西臂海軍碼頭及其相關設施組成。近期由多佛港委員會和歐盟共同花費2.5億英鎊，提供港口的整建，打造成可供休閒的多功能碼頭。 

#### 郵輪碼頭

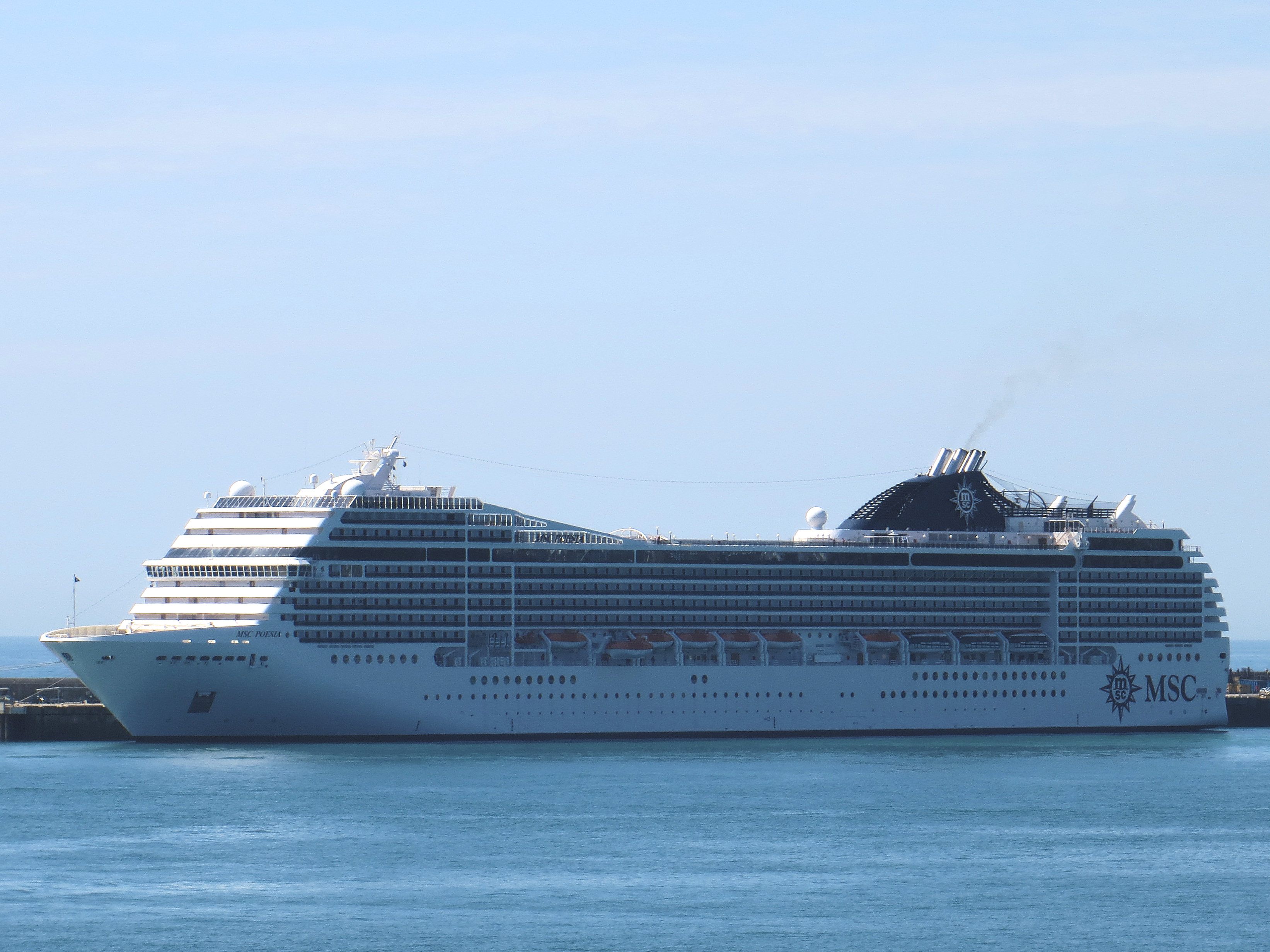
MSC Poesia停泊在多佛郵輪碼頭

1914年興建的舊多佛火車站，經由改造和修復搖身一變成為一號碼頭的候船樓。1996年模仿航廈設計的二號碼頭候船樓啟用，以支援郵輪業務顯著的增長。整座碼頭一次最多可容納三艘，其中二號郵輪碼頭能容納的319公尺122,400噸的大型郵輪。 
多佛一直都是英國東南部的郵輪樞紐港，2019年多佛港有130艘郵輪停靠和容納超過200,000名乘客，成為英國第二繁忙的郵輪港口，僅次於南安普敦港。 其也同時是歐洲郵輪商業網絡的成員，擁有超過25條航線，多通往北歐。

#### 貨運碼頭
西貨運碼頭於2019年12月啟用，取代了東碼頭的停泊裝卸設施。兩個新泊位可同時容納350公尺和250公尺的船舶，最小碼頭深度為8.5公尺。貨物的裝卸由多佛港裝卸有限公司負責，其專用冷鏈和倉儲綜合體能夠處理新鮮農產品、集裝箱、項目貨物、普通貨物、雜貨、穀物和滾裝貨物。貨物多運往漢堡、鹿特丹、安特衛普、澤布呂赫等歐陸港口。

#### 遊艇碼頭

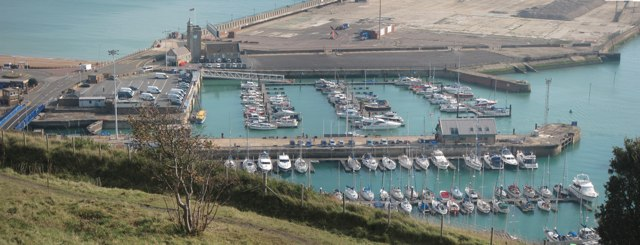

多佛遊艇碼頭是泛歐遊艇碼頭協會的成員之一，主要提供休閒帆船和動力遊艇停泊之用，共有三個泊區總計400個泊位，分別是歷史悠久的惠特靈碼頭（150個）、24小時皆開放的潮汐碼頭（107個）、需靠潮汐週期進出的格蘭維爾碼頭（133個），並附有停車場、修船廠、升船機等設施。2022年5月至8月進行整修，碼頭關閉不提供服務。

## 相關事件

### 多佛慘案
2000年6月18日，一輛荷蘭的貨車經由渡輪從比利時的澤布呂赫抵達，60名無證移民被檢查的海關人員發現，其中58已氣絕身亡，另兩人受傷急送醫院。後英國警方確認死者均為中國籍移民，54男4女，死因包括窒息和一氧化碳中毒。此案是英國犯罪史上最大規模集體死亡事件之一，司機佩里·瓦克爾（Perry Wacker）因參與人口販運被判處14年有期徒刑。

### P&O解僱爭議
2022年3月17日，英國鐵行輪船公司（簡稱P&O）突然宣布暫停營運，並透過視訊方式解雇旗下800名英國籍船員，暫停包括多佛至加萊等多條航線渡輪服務，引起各界的批評。《倫敦旗幟晚報》報導多佛港因P&O停運而陷入慌亂，貨卡車和乘客都被堵塞在檢查站，被解僱的工作人員收到工會指示，拒絕下船以示抗議，當局則建議旅客轉搭同樣負責該航線的丹麥聯合輪船公司（簡稱DFDS）航班。4月26日P&O恢復貨運航班，5月3日恢復客運航班。

## 交通

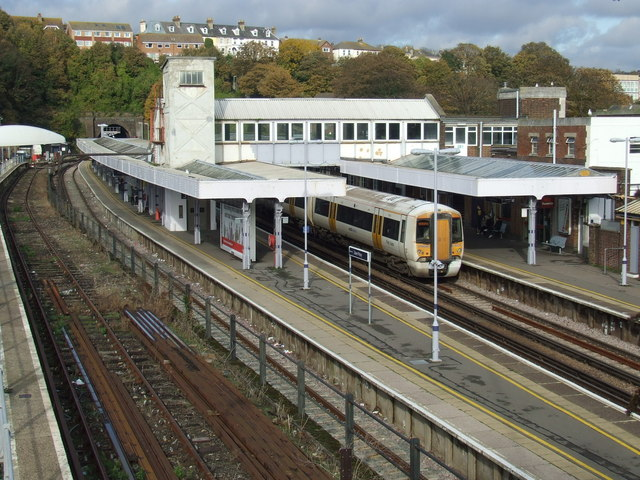
多佛修道院站，是鐵路東南線的終點站

多佛港可經由M20/A20（往福克斯通）和M2高速公路/A2公路（往坎特伯雷）等道路抵達，多佛修道院站可乘坐火車前往聖潘克拉斯，步行至多佛港約25分鐘。

## 在影視中
在1989年拍摄的莫尔斯探长第三集「Deceived by Fight」中可以看到多佛西側碼頭站的一列火車。